# Harvallabyer
Harvallabyer (Lagorchestes) är ett släkte i familjen kängurudjur (Macropodidae). Sitt namn fick dessa djur på grund av att deras utseende och rörelsesätt påminner om harar. Släktet består av fyra arter, men två av dessa är redan utdöda. Arten tvärbandad harvallaby (Lagostrophus fasciatus) har ett liknande utseende men är inte närmare släkt med denna djurgrupp.

## Utseende
Harvallabyer har en lång och tät päls som är gråbrun eller rödaktig på ovansidan samt ljusröd till vitaktig på buken. Deras kroppslängd (huvud och bål) ligger mellan 31 och 45 centimeter och deras svans blir 25 till 50 centimeter lång. Vikten går hos glasögonvallaby upp till 4,5 kg men är för västlig harvallaby bara 0,8 till 1,8 kg. Påfallande stor är klon vid mellersta tån av bakfoten. Den syns därför utanför pälsen. Dessutom kännetecknas harvallabyer av 34 tänder istället för 32 som hos andra vallabyer.

## Ekologi
Harvallabyer och huvudsakligen aktiva på natten och lever ensamma. Revirets storlek varier mellan 8 och 10 hektar. Som alla kängurudjur är de växtätare. Arterna vistas i gräsmarker som saknar träd och som bara har några enstaka buskar. På dagen vilar de i gropar. Västlig harvallaby kan hoppa 2 till 3 meter lång och över en människa när den blir jagad.
Honor kan para sig hela året men i vissa regioner föds de flesta ungar under våren och hösten. Dräktigheten varar 29 till 31 dagar och sedan lever ungen cirka 150 dagar i moderns pung (marsupium). Efter ett år är de könsmogna.

## Arterna
Släktet utgörs av fyra arter:
- Av arten Lagorchestes asomatus som räknas som utdöd hittades 1932 en enda skalle i centrala Australien.[1]
- Glasögonvallaby (Lagorchestes conspicillatus) kännetecknas av rödaktiga fläckar kring ögonen. Arten är ganska talrik och förekommer i hela norra Australien.
- Västlig harvallaby (Lagorchestes hirsutus) har en typisk tjock och gråbrun päls samt långa öron och stora svarta ögon. Den förekommer i mindre populationer på det australiska fastlandet och på de mindre öarna Bernier Island och Dorre Island som ligger framför Australiens västkust. Projekt att etablera dem i centrala Australien pågår.
- Arten Lagorchestes leporides fanns tidigare i sydöstra Australien men är numera utdöd. Omkring år 1890 iakttogs de sista individer av arten.[1]